# تونی فرناندز (بازیکن فوتبال)
آنتونیو فرناندز کاسینو (انگلیسی: Toni Fernández؛ یا به‌اختصار به تونی فرناندز زادهٔ ۱ ژانویهٔ ۲۰۰۸) یک بازیکن فوتبال اسپانیایی است که به عنوان مهاجم برای باشگاه فوتبال بارسلونا بازی می‌کند.

## زندگی‌نامه
او یک بازیکن جوان در رده ملی اسپانیا است. او اهل روبی، اسپانیا است.

## دوران حرفه‌ای
به عنوان یک بازیکن جوان، او به آکادمی جوانان باشگاه اسپانیایی لا لیگا بارسلونا پیوست. او در حین بازی برای این باشگاه، "به عنوان یکی از بااستعدادترین استعدادها در بارسلونا شناخته می‌شد".

## شیوه بازی
پست اصلی او مهاجم است. او چپ‌پا است.

## زندگی شخصی
او در سال ۲۰۰۸ در اسپانیا به دنیا آمد. او پسرعموی بازیکن فوتبال اسپانیایی گوییه فرناندز است.